# Abapeba guanicae
Abapeba guanicae är en spindelart som först beskrevs av Alexander Petrunkevitch 1930.  Abapeba guanicae ingår i släktet Abapeba och familjen flinkspindlar.
Artens utbredningsområde är Puerto Rico. Inga underarter finns listade i Catalogue of Life.